# Vikend kod Bernieja (1989.)
Vikend kod Bernieja (eng. Weekend at Bernie's), američka komedija iz 1989. koja govori o dva mladića, Richardu i Larryju, koji se silom prilika moraju praviti da je njihov ubijeni šef još uvijek živ, što dovodi do niza smiješnih zapleta i napetih situacija.

## Radnja
Larry Wilson i Richard Parker su dva nižerangirana djelatnika u njujorškoj tvrtci koja se bavi osiguranjem. Tijekom odmora na krovu tvrtke, Richard otkriva niz uplata za istu smrt. Zaprepašteni otkrićem, Richard i Larry odlaze do svog šefa, g. Bernieja Lomaxa, koji ih pohvali zbog otkrića te ih pozove u svoju vilu na otoku za Praznik rada. Međutim, Richard i Larry ni ne slute da je pravi kradljivac zapravo sam Bernie, koji odlazi na večeru sa svojim poslovnim partnerom Vitom te ga zamoli da ubije Richarda i Larryja. Bernie pak ne sluti da Vito to neće učiniti - umjesto toga, Vito naređuje svom pomoćniku da zbog pohlepe i afere s njegovom ženom ubije Bernieja!
Bernie stiže na otok prije Richarda i Larryja te dogovara ubojstvo s ubojicom Pauliejem. Nakon toga ostavlja novac i oproštajno pismo kojim sugerira da su se Richard i Larry ubili, ali i to da su oni pravi kradljivci! Paulie dolazi do Bernieja i zamoli ga za cigaretu, a kad se ovaj okrene, hladnokrvno ga ubije ubrizgavši mu dozu heroina u tijelo. Larry i Richard dolaze u vilu i dive se ukrasima, no potom shvaćaju da je Bernie mrtav! Međutim, prije nego što stignu pozvati policiju, gosti dolaze na zabavu koju je Bernie pripremao svaki vikend. Bernie sjedi na kauču, a oči mu prekrivaju sunčane naočale, tako da nitko od gostiju ne primjećuje da je mrtav. U strahu od mogućih sumnji za Berniejevu smrt, i zbog želje za uživanjem u raskoši, Larry predlaže Richardu da se još neko vrijeme pretvaraju da je Bernie živ, ali Richard pristaje tek kad se na otoku pojavi njegova uredska simpatija Gwen.
Kasnije te večeri, Vitova žena i Berniejeva ljubavnica Tina dolazi na otok i posjećuje Bernieja u njegovoj spavaćoj sobi. Međutim, nije ni svjesna da je promatra Vitov pomoćnik Marty, koji obavještava Vita da je Bernie još živ. Idućeg jutra, Richard se zaprepasti vidjevši da Larry održava iluziju o Bernieju tako što ga je zavezao za konac i pomiče njegove udove kao marionetu. Odlazi pozvati policiju, ali umjesto toga otkriva Berniejev plan da ih ubije. S obzirom na to da je Bernie preko telefona rekao Paulieju da ih ne ubije dok je on na otoku, odlučuju se i dalje pretvarati da je živ kako bi zaštitili svoje živote. Nakon mnogobrojnih pokušaja napuštanja otoka, Larry i Richard su prisiljeni vratiti se u vilu, gdje ih čeka Paulie kako bi po drugi i zadnji put ubio Bernieja. 
U kući, Gwen suočava Larryja i Richarda, koji joj priznaju da je Bernie mrtav te da su se oni cijelo vrijeme pretvarali da je živ. U tom trenutku u vilu ulazi Paulie i ispuca rafal na Bernieja, a zatim počne proganjati Richarda, Larryja i Gwen. Larry ga uspijeva onesposobiti telefonskom žicom i pozvati policiju da ga uhiti. Hitna pomoć dolazi i odvodi Berniejevo tijelo, ali ono ispadne s kolica te se otkotrlja na plažu, ravno iza Richarda, Larryja i Gwen, koji pobjegnu s plaže čim ga vide. Film završava tako da zaigrani dječak zakopava Berniejevo tijelo u pijesak.

## Uloge
- Jonathan Silverman kao Richard Parker
- Andrew McCarthy kao Lawrence "Larry" Wilson
- Catherine Mary Stewart kao Gwen Sanders
- Terry Kiser kao Bernie Lomax
- Don Calfa kao Paulie